# Öjaby distrikt
Öjaby distrikt är ett distrikt i Växjö kommun och Kronobergs län. Distriktet ligger nordväst om Växjö. 

## Tidigare administrativ tillhörighet
Distriktet inrättades 2016 och utgörs av socknen Öjaby i Växjö kommun.
Området motsvarar den omfattning Öjaby församling hade 1999/2000.